# Повесть о жизни
«Повесть о жизни» — автобиографическое литературное произведение Константина Паустовского, которое он писал в течение 18 лет. Состоит из шести книг: «Далёкие годы» (1946), «Беспокойная юность» (1954), «Начало неведомого века» (1956), «Время больших ожиданий» (1958), «Бросок на юг» (1959—1960), «Книга скитаний» (1963).

## Содержание
В «Повести о жизни» описываются события, происходящие с главным героем. Повествование начинается с детства и заканчивается периодом, когда главный герой осознаёт себя успешным писателем.
В первой книге повести («Далёкие годы») часто упоминаются не только сами случаи из детства, но и предметы, напомнившие об этих случаях Паустовскому. Во второй книге повести влияние на жизнь героя оказывает Первая мировая война. В последующих книгах «Повести о жизни» также широко описывается творчество и процесс создания произведений.
Помимо основного содержания повести, автор также описывает природу, уделяет пейзажам определённое внимание.